# کفری، خوشاب
کفری (به انگلیسی: Kufri) یک روستا در پاکستان است که در ناحیه خوشاب واقع شده‌است.